# 카울
카울(웨일스어: cawl)은 웨일스의 국물 요리이다. 수프나 스튜 형태로 먹을 수 있으며, 주로 양고기로 만든다. 웨일스의 국민 음식으로 여겨진다.

## 이름
웨일스어 "카울(cawl)"은 "국"이나 "국물"을 뜻하는 일반 명사이며, 따라서 웨일스 지역에서는 웨일스식 전통 국물 요리를 "웨일스식 국"이라는 뜻인 카울 컴레이그(웨일스어: cawl Cymreig)라 부른다.

## 만들기
보통 양고기(주로 양목심)를 사용하지만, 쇠고기를 쓰는 경우도 있다. 리크, 당근, 루타바가 등의 전통 채소를 넣어 끓이며, 그 이외에도 감자, 파스닙, 양파, 셀러리 등의 채소, 백리향이나 로즈메리 등의 허브를 넣기도 한다. 소금과 후추로 간단히 간하고, 두 시간 이상 푹 끓여 낸다. 빵, 치즈와 먹는다.

## 같이 보기
- 스코치 브로스
- 아이리시 스튜